# Cold
Cold je americká post-grungeová skupina založená v roce 1996, původem z Jacksonville na Floridě. Nejúspěšnějším albem kapely se stalo Year of the Spider z roku 2003, které v žebříčku Billboard 200 dosáhlo na třetí příčku. Singl „Stupid Girl“ z téhož alba se stal jediným, který se dostla do hitparády Billboard Hot 100 na 87. místo. Dne 17. listopadu 2006 Ward na MySpace oznámil, že po období nejistoty od února toho roku se skupina rozpadla. V červenci 2008 bylo oznámeno, že původní sestava by se měla sejít na turné na začátku roku 2009. V roce 2009 se kapela vrátila a 19. července 2011 vydala své páté studiové album "Superfiction".

## Diskografie
- Cold (1998)
- 13 Ways to Bleed on Stage (2000)
- Year of the Spider (2003)
- A Different Kind of Pain (2005)
- Superfiction (2011)

## Členové
- Scooter Ward – vokály, klávesy, kytara (1996 – 2006, 2009 – současnost)
- Jeremy Marshall – basová kytara, vokálový doprovod (1996 – 2006, 2009 – současnost)
- Sam McCandless – bicí (1996 – 2006, 2009 – současnost)
- Zach Gilbert – kytara (2005 – 2006, 2009 – současnost)
- Drew Molleur – kytara (2010 – současnost)